# 二階堂副包
二階堂 副包（にかいどう ふくかね、1923年6月28日 - 2001年8月23日）は、日本の経済学者。一橋大学名誉教授、東京国際大学名誉教授。専攻は数理経済学。理学博士（東京大学、1961年）。東京府生まれ。
指導学生に釜江廣志一橋大学名誉教授、佐々木宏夫早稲田大学名誉教授、竹田茂夫法政大学教授、伊藤隆敏コロンビア大学教授、武隈慎一一橋大学名誉教授、藤岡文七元内閣府審議官、米山優名古屋大学名誉教授など。

## 略歴
- 1942年：東京物理学校（現・東京理科大学）本科数学科入学
- 1945年：東北帝国大学理学部数学科入学
- 1946年：東京帝国大学理学部数学科入学
- 1949年：東京大学理学部数学科卒業
- 1950年：東京理科大学理学部助手
- 1951年：東京理科大学理学部専任講師
- 1955年：東京理科大学理学部助教授
- 1955年：スタンフォード大学経済学部客員研究員（1956年まで）
- 1957年：大阪大学経済学部附属社会経済研究室（現・社会経済研究所）助教授
- 1963年：大阪大学経済学部附属社会経済研究施設（現・社会経済研究所）教授
- 1969年：一橋大学経済学部教授
- 1971年：ミネソタ大学経済学部客員教授（1972年まで）
- 1972年：カリフォルニア大学バークレー校経済学部客員教授（1973年まで）
- 1977年：南カリフォルニア大学経済学部客員教授（1978年まで、1981年から1982年まで）
- 1983年：筑波大学社会工学系教授
- 1987年：東京国際大学商学部教授
- 1989年：東京国際大学経済学部教授
- 1997年：東京国際大学退職、東京国際大学名誉教授
- 1998年：一橋大学名誉教授

生前はEconometric SocietyのFellowであり、名前の英文表記にはごく少数の例外を除いて「Hukukane」を用いた。一橋大学に長く所属し、米国の大学と半年ずつ授業をおこなっていた年が多かった。

### 学外における役職
- 1978-1979年 理論・計量経済学会会長

## 業績
経済学において数学的な理論研究が発展してゆく時代に、日本で数理経済学にいち早く取り組み、その一般均衡理論と経済成長論を主とする研究業績と教育効果は日本の数理経済学を世界水準にまで引き上げる牽引力となる。特に完全競争市場における一般均衡価格体系の存在証明をめぐって、世界の数理経済学者達が熾烈な競争を行っていた1950年代前半、この問題の本質が市場の超過需要関数が「0次同次性」「ワルラス法則」「連続性（対応の場合は上半連続性）」をすべて満たすかどうかに帰することを、デイヴィッド・ゲールとほぼ同時にそして独立に発見し、両者の成果は「Gale-二階堂の補題」という名の定理で知られている。また純粋数学の研究でも著名である。

## 受章歴・叙勲歴
- 勲三等旭日中綬章（2000年）[7]

## 著書

### 単著
- 『現代経済学の数学的方法-位相数学による分析入門』（岩波書店、1960年）
- Convex Structures and economic theory (Mathematics in science and engineerinig: a series of monographs and textbook; v.51) New York: Academic Press, 1968
- 『数理経済学入門』<叢書・現代経済学入門2>（日本評論社、1971年）
- Monopolistic competition and effective demand (Princeton studies in mathematical economics; 6) Princeton, N.J.: Princeton University Press, 1975
- 『経済のための線型数学』<新数学シリーズ22/吉田洋一監修>（培風館、1982年）
- Prices,Cycles,and growth Cambridge, Mass; London: MIT Press, 1996

### 共著
- （安井琢磨）『経済理論における数学的方法-均衡解の存在問題-』（岩波書店<岩波講座現代応用数学>、1958年）

### 編著
- 『経済の数理』<数理科学シリーズ>（筑摩書房、1977年）